# Arksjön
Arksjön är en sjö i Sollefteå kommun i Ångermanland och ingår i Ångermanälvens huvudavrinningsområde. Sjön har en area på 0,405 kvadratkilometer och ligger 221,2 meter över havet.
1973 inkom en UFO-rapport över Arksjön då en man observerade en triangelformad farkost.

## Delavrinningsområde
Arksjön ingår i det delavrinningsområde (705147-154197) som SMHI kallar för Mynnar i Imnäsdammens Dämningsomr. Medelhöjden är 242 meter över havet och ytan är 20,84 kvadratkilometer. Det finns inga avrinningsområden uppströms utan avrinningsområdet är högsta punkten. Tvärån som avvattnar avrinningsområdet har biflödesordning 3, vilket innebär att vattnet flödar genom totalt 3 vattendrag innan det når havet efter 107 kilometer. Avrinningsområdet består mestadels av skog (74 procent) och sankmarker (12 procent). Avrinningsområdet har 0,65 kvadratkilometer vattenytor vilket ger det en sjöprocent på 3,1 procent.